# Високе (Мелітопольський район)

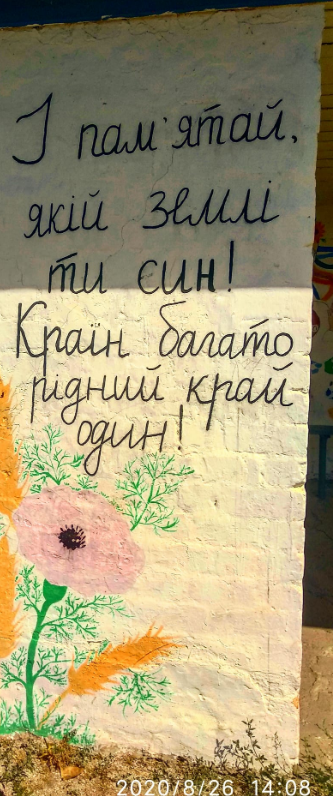

Висо́ке — село в Україні, у Мелітопольському районі Запорізької області. Населення становить 697 осіб. Входить до складу Семенівської сільської громади. 

## Географія
Село Високе знаходиться між річками Великий Утлюг і Малий Утлюк, на відстані 2,5 км від автомобільної дороги М14 (E58).

## Населення

### Мова
Розподіл населення за рідною мовою за даними перепису 2001 року:
| Мова            | Кількість | Відсоток |
| --------------- | --------- | -------- |
| українська      | 379       | 54.38%   |
| російська       | 309       | 44.33%   |
| болгарська      | 1         | 0.14%    |
| інші/не вказали | 8         | 1.15%    |
| Усього          | 697       | 100%     |

## Історія
Хоча офіційною датою заснування села називається 1929 рік, перший хутір на місці Високого був заснований німцями — менонітами ще в 1836 році. Хутір називався Гохфельд (нім. Hochfeld — «високе поле»). Засновником хутора був Т. Вінс.
Під час Голодомору 1932—1933 років один житель села помер від голоду.
В 1941 році, після початку німецько-радянської війни, які проживали у Високому німці були депортовані. Операція з депортації етнічних німців і менонітів, що проживали в селах Мелітопольського району, була розпочата органами НКВД 25 вересня 1941 року, а вже на початку жовтня село було зайнято німецькими військами.
До 2019 року орган місцевого самоврядування - Новгородківська сільська рада.

## Економіка
- «Високе», агрофірма, ТОВ.

## Об'єкти соціальної сфери
- Школа. Високівська загальноосвітня школа I—III ступенів, має біотехнологічний та інформаційно-технологічний профілі, основною мовою викладання є російська.[4]. Була створена в 1928 році[5]. Окрім місцевих дітей, школу відвідують діти з села Лазурне, яких організовано привозять шкільним автобусом[6].

## Цікаві факти
- Директор місцевого радгоспу «Більшовик» Марк Павлович Миколенко одним з перших в районі поїхав на цілину, де потім очолював радгосп «Жданівський» в Північноказахстанській області, був знайомий з Брежнєвим і навіть згаданий в його книзі «Цілина».[7]